# 萨哈电离方程
萨哈电离方程（Saha ionization equation），又称为萨哈-朗缪尔方程（Saha-Langmuir equation），用于描述原子的离子化状态与温度和压力之间的关系的表达式，由印度物理学家梅格纳德·萨哈（1920年）和欧文·朗缪尔（1923年）发现。这个方程的一个最重要的应用，是解释恒星的光谱分类。该方程是结合量子力学和统计力学的想法的结果。

## 推导
对于足够高的温度下的气体，原子之间的碰撞将使某些原子电离。通常束缚于原子的一个或更多个电子将从原子射出来，形成一团电子气体，与电离的原子和中性原子的气体共存。这个状态称为等离子体。萨哈方程把这个等离子体的电离程度用温度、密度和原子的电离能的函数来描述。该方程只对德拜长度较大的等离子体成立。这就是说，离子和电子对其它离子和电子的库仑电荷的屏蔽是可以忽略的。因此，随后的电离势的下降，以及配分函数的“截止”也是可以忽略的。
对于由一种原子所组成的气体，萨哈方程为：
{\displaystyle {\frac {n_{i+1}n_{e}}{n_{i}}}={\frac {2}{\Lambda ^{3}}}{\frac {g_{i+1}}{g_{i}}}\exp \left[-{\frac {(\epsilon _{i+1}-\epsilon _{i})}{k_{B}T}}\right]}
其中：
- {\displaystyle n_{i}\,}是第i个电离状态中的原子密度，也就是说，原子失去了i个电子；
- {\displaystyle g_{i}\,}是i-离子的状态的简并度；
- {\displaystyle \epsilon _{i}\,}是中性原子失去i个电子，形成一个i级离子所需要的能量；
- {\displaystyle n_{e}\,}是电子密度；
- {\displaystyle \Lambda \,}是电子的热德布罗意波长；

{\displaystyle \Lambda \ {\stackrel {\mathrm {def} }{=}}\ {\sqrt {\frac {h^{2}}{2\pi m_{e}k_{B}T}}}}
- {\displaystyle m_{e}\,}是电子质量；
- {\displaystyle T\,}是气体的温度；
- {\displaystyle k_{B}\,}是玻尔兹曼常数；
- {\displaystyle h\,}是普朗克常数。

在只有一级电离是重要的情况下，我们有{\displaystyle n_{1}=n_{e}}，并定义总密度n 为{\displaystyle n=n_{0}+n_{1}}，于是萨哈方程简化为：
{\displaystyle {\frac {n_{e}^{2}}{n-n_{e}}}={\frac {2}{\Lambda ^{3}}}{\frac {g_{1}}{g_{0}}}\exp \left[{\frac {-\epsilon }{k_{B}T}}\right]}
其中{\displaystyle \epsilon }是电离能。

## 粒子密度
萨哈方程对于决定两个不同的电离级的粒子密度之比是很有用的。为了这个目的，它最有用的形式为：
{\displaystyle {\frac {Z_{i}}{N_{i}}}={\frac {Z_{i+1}Z_{e}}{N_{i+1}N_{e}}}},
其中Z表示配分函数。萨哈方程可以视为化学势的平衡条件的一个重述：
{\displaystyle \mu _{i}=\mu _{i+1}+\mu _{e}\,}
这个方程仅仅说明一个电离状态为i的原子的电势，与一个电子和一个电离状态为i+1的原子的电势是相等的；因此系统处于平衡，不会出现净电离变化。